# Vanilla phaeantha
Vanilla phaeantha ist eine Pflanzenart aus der Gattung Vanille (Vanilla) in der Familie der Orchideen (Orchidaceae). Die Kletterpflanze hat ihr Verbreitungsgebiet in der Neotropis von Brasilien bis Mexico und Florida.

## Beschreibung
Vanilla phaeantha ist eine immergrüne lange Kletterpflanze. Der Spross erreicht mehrere Meter Länge bei etwa einem Zentimeter Durchmesser, er ist gelegentlich verzweigt. Die Blätter sind schmal oval bis länglich geformt, vorne spitz zulaufend. Die Blattlänge beträgt 7,5 bis 17,5 Zentimeter bei 2 bis 5 Zentimeter Breite.
Die kurze, 3 bis 5 Zentimeter (- 8 Zentimeter) messende, traubige Blütenstandsachse trägt bis zu zwölf Blüten. Die ovalen, konkaven Tragblätter erreichen 2,5 Zentimeter Länge bei 1,5 Zentimeter Breite. Der Fruchtknoten wird 4 bis 8 Zentimeter lang. Die Blütenblätter sind, bis auf die cremeweiße Lippe, grün. Die Sepalen sind lanzettlich, oberhalb der Mitte am breitesten, 7 bis 9 Zentimeter lang und 1,3 bis 2 Zentimeter breit. Das nach oben weisende Sepal ist etwas größer und endet stumpf, die seitlichen sind leicht sichelförmig nach unten gebogen und enden spitz. Die Petalen sind mit 6,5 bis 8 Zentimeter Länge und 1 bis 1,5 Zentimeter Breite etwas kleiner als die äußeren Blütenblätter, auch etwas dünner in der Textur, ansonsten aber gleich aussehend. Auf der Außenseite zeichnet sich die Mittelrippe als hervortretender Kiel ab. Die Lippe wird so lang wie die äußeren Blütenblätter, sie erreicht 3,5 bis 4 Zentimeter Breite. An der Basis ist sie mit der Säule zu einer Röhre verwachsen. Die Lippe ist undeutlich dreilappig, die Seitenlappen sind nach oben geschlagen, der vordere freie Teil der Lippe ist ausgebreitet, am Rand gewellt, an der Spitze leicht eingezogen. Mittig auf der Lippe befindet sich ein Haarbüschel, das sich zur Basis in zwei warzig besetzten Kielen fortsetzt. Die weiße Säule wird 6,5 Zentimeter lang und ist auf der Unterseite behaart. Die Frucht wird als Beere, also nicht öffnend, oder als Kapselfrucht beschrieben. Sie wird 7 bis 10 Zentimeter lang und etwa einen Zentimeter dick.

## Verbreitung
Vanilla phaeantha ist von verschiedenen karibischen Inseln (Jamaika, Kuba, Puerto Rico, Martinique, Trinidad und Tobago) sowie aus Florida bekannt. Zur Verbreitung auf dem mittel- und südamerikanischen Festland gibt es widersprüchliche Angaben: Portères gibt zusätzlich Puerto Rico als Areal an, Govaerts sieht in der Kew Checklist ein weites Areal in Mittelamerika, das sich von Mexiko über Costa Rica und El Salvador bis nach Panama zieht. In ihrem Überblick über die Gattung Vanilla geben Soto Arenas und Cribb außer den karibischen Vorkommen nur Yucatán und Venezuela an. tatsaechlich gibt es ein ausgedehntes Areal von Sued-Mexico bis Brasilien.

## Systematik und botanische Geschichte
Diese Orchidee wurde 1865 von Heinrich Gustav Reichenbach in Flora; oder (allgemeine) botanische Zeitung Band 48, Seite 274
erstbeschrieben.
Innerhalb der Gattung Vanilla wird Vanilla phaeantha in die Untergattung Xanata und dort in die Sektion Xanata, die ausschließlich Arten der Neotropis enthält, eingeordnet. Nähere Verwandte finden sich in einer Gruppe von Arten um Vanilla odorata und Vanilla planifolia, von denen Vanilla bahiana aus Brasilien am nächsten verwandt sein dürfte.